# Вітватерсранд

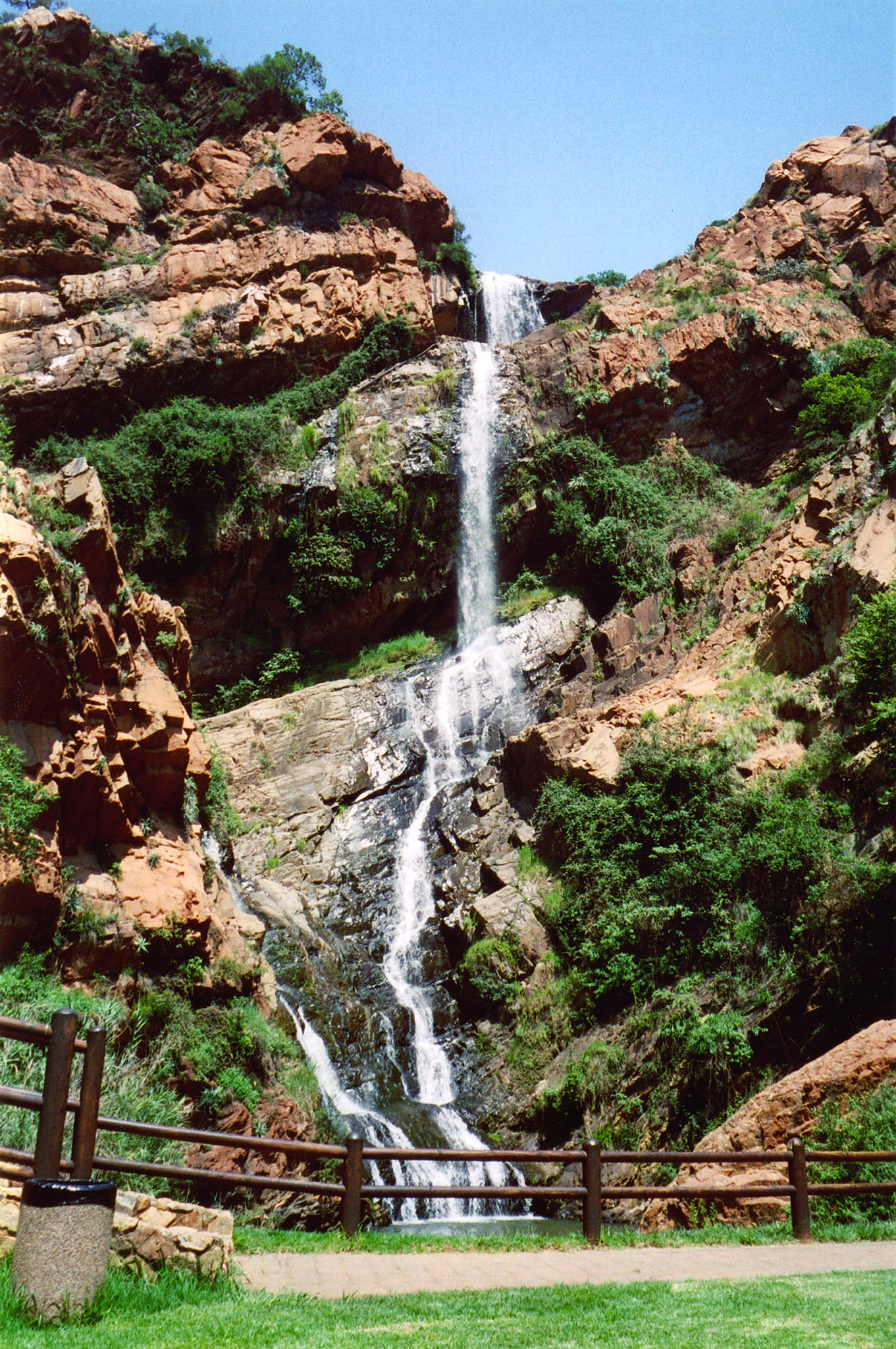
Вітватерсранд

Вітва́терсранд (афр. Witwatersrand, МФА: [vətˈvɑːtərsˈrant] — «Хребет Білих Вод») — рудний район у ПАР, що включає однойменне, унікальне за запасами комплексне родовище золота і урану. Розташований в провінціях Трансвааль і Оранжева. Центри розробок Вітватерсранду — Йоганнесбург, Клерксдорп, Одендалсрюс, Велком.

## Назва
Частіше використовують скорочену назву Ранд (повна назва мовою африканс «Вайт Вотерс Рідж»). Грошова одиниця ПАР була названа на честь цього великого родовища рандом.

## Історія
Родовище Вітватерсранд відкрите в 1886 році, тоді ж початий видобуток золота, а з 1952 р. — урану.
Першовідкривачі золота Вітватерсранду — австралійський старатель Дж. Гаррісон й Дж. Волкер, які виявили поблизу ферми Ланглаагте (майбутній Йоганнесбург) пласт з промисловим вмістом золота (виходи Головного Рифу).
За сучасними оцінками, басейн Вітватерсранд може приховувати значний запас так званого «невидимого золота», яке заховане в інших мінералах серед 6 млрд тонн відходів навколо шахт Йоганнесбурга. Відходи в хвостах колишньої розробки родовища можуть містити до 460 тонн «невидимого золота» вартістю до $24 млрд.

## Характеристика

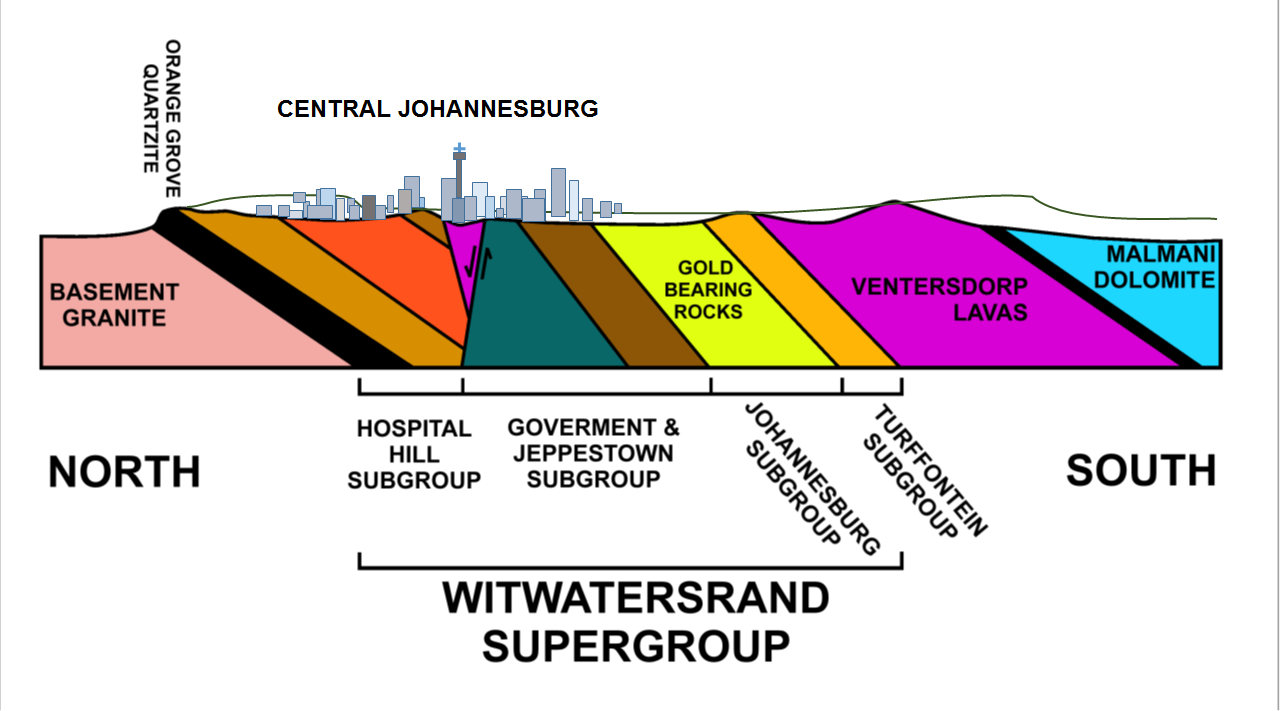
Схематичний північ-південь перетин через Вітватерсрандське плато, нижче центру міста Йоганнесбург. Показані основні підгрупи порід, кожен з яких складається з безлічі окремих шарів різного складу. Тверді шари утворюють пагорби, а більш м'які шари долини. Найдавніші породи Вітватерсрандської супергрупи утворюють шар Orange Grove кварциту. Це формує уступ на півночі, звідки Витватерсранд отримав свою назву.

Належить до типу древніх метаморфізованих конгломератів. Оруденіння в осн. приурочене до системи Вітватерсранд нижнього протерозою. Рудоносна товща утворює синклінорну структуру. Рудні тіла (рифи) представлені пачками рудоносних конгломератів з прошарками безрудного кварциту. Потужність окр. пром. шарів конгломератів до 4,5 м. Площа району 350×200 км. Золото міститься в піриті, а також виділяється по мікротріщинах. Середній розмір зерен золота 5–100 мкм, проба 906–935. Уранові мінерали — уранініт, уранова смолка, бранерит, тухоліт. Зустрічаються мінерали групи платини і алмази.

## Технологія розробки
Родовище розробляється шахтами. Глибинні розробки в серединьому 1700 м, макс. — 3600–3700 м. Збагачення золота і урану передбачає ціанування та наступне вилуговування урану. Загальне вилучення золота — близько 90 %. Запаси 15,5–18,7 тис. т золота. Видобуток урану 5,5 тис. т. Запаси оксиду урану 150–170 тис.т.